# Jacques de Bondt
Pour les articles homonymes, voir De Bondt.
Jacques de Bondt ou Jacob Bontius est un médecin néerlandais né en 1592 et mort en 1631.

## Biographie
Il fait ses études à Leyde et obtient son titre de docteur en médecine en 1614.
En 1627, il est envoyé par la Compagnie néerlandaise des Indes orientales à Batavia. Il s'intéresse alors à la pratique des médecins de cette région et aux plantes qu'ils utilisent. Il fait paraître De Medicina Indorum, l'un des premiers traité sur la médecine des Indes. Il est considéré, avec Willem Piso (1611-1675), comme l’un des précurseurs de la médecine tropicale. Des observations qu’il rassemblent sur la faune de cette région sont publiées de façon posthume par W. Piso en 1658.
On lui doit aussi la première description du béribéri par un savant occidental.

## Source
- M. Boeseman (1997). Collectors and Fish Collections of the Rijksmuseum van Natuurlijke Historie in Leiden, Netherlands (1820-1980), Collection building in ichthyology and herpetology (PIETSCH T.W.ANDERSON W.D. dir.), Special publication, number 3, American Society of Ichthyologists and Herpetologists : 81-100.  (ISBN 0-935868-91-7)